# Waimata (rivière)
La rivière Waimata  (anglais : Waimata River) est un cours d’eau du district de Gisborne, dans la région de Gisborne dans l’Île du Nord de la Nouvelle-Zélande et un affluent du Turanganui.

## Géographie
Elle s’écoule de façon prédominante vers le sud pour atteindre la ville de Gisborne. Là, elle rencontre les eaux de la rivière Taruheru, et les eaux combinées des deux rivières s’écoulent vers l’extrémité nord de la Baie de la Pauvreté sous forme du court fleuve Turanganui.